# Ulysse 31
Pour les articles homonymes, voir Ulysse (homonymie).
Ulysse 31 (宇宙伝説ユリシーズ31, Uchū Densetsu Yurishīzu Sātīwan, littéralement, « Ulysse 31 la légende de l'Univers ») est une série télévisée d'animation franco-japonaise en 26 épisodes de 26 minutes (environ), créée par Jean Chalopin et Nina Wolmark et réalisée sous la direction de Bernard Deyriès, d'après l'Odyssée d'Homère.
La série est diffusée en France pour la première fois du 3 octobre 1981 au 3 avril 1982 sur FR3. À l'origine, chaque histoire de la série est découpée en six tranches de 5 minutes (pour un total de 156 épisodes), diffusées à 19 h 55 à partir du samedi, puis chaque soir du lundi au vendredi avant une présentation de l’ensemble le samedi à 18 h 30 dans FR3 Jeunesse.
Une première rediffusion intégrale est faite à partir du 27 juin 1983 sur la même chaîne, et une deuxième à compter du 12 janvier 1987. Il y en aura d’autres régulièrement (sans le découpage en tranches d'épisodes de 5 minutes) jusqu’au début des années 2000 sur France 3, puis sur France 2. En 2004, la série revient sur France 5 dans les programmes Midi les Zouzous et Bonsoir les Zouzous, le 4 novembre 2008 sur Gulli. Ensuite diffusé sur TF1 en 1988. En 2006 sur NT1 et en 2008 sur NRJ12 (avec des images tronquées par un recadrage Pan & Scan en 16/9). Hors chaînes gratuites, la série est aussi diffusée sur Télétoon, AB1 et Mangas.
Au Québec, la série est diffusée à partir du 17 septembre 1983 sur la Télévision de Radio-Canada.

## Synopsis
Au XXXIe siècle, sur la base spatiale de Troie, Ulysse discute avec Priam de son avenir. En effet, sur Terre les princes prétendants menacent la paix car Pénélope, femme d'Ulysse, sera contrainte de choisir un nouvel époux parmi eux si celui-ci ne revient pas avant la prochaine comète.
L'épisode enchaîne ensuite sur la fête d'anniversaire des 12 ans de Télémaque, le fils d'Ulysse, qui se trouve à bord de l'Odysseus (le vaisseau spatial de son père) en compagnie de l'équipage. Durant la fête, Ulysse lui offre en cadeau Nono, un petit robot facétieux amateur de petits clous.
Alors qu'ils retournent vers la Terre à bord de l’Odysseus, Télémaque est enlevé par les moines adorateurs du Cyclope, une créature du dieu Poséidon. Pendant sa captivité sur la planète du Cyclope, Télémaque fait la connaissance de Thémis et de son grand frère Noumaïos, deux humanoïdes originaires de la planète Zotra, emprisonnés avec lui. Tous trois doivent être bientôt sacrifiés au Cyclope.
Ulysse, aidé des compagnons (l'équipage du vaisseau) vient alors à leur secours et, après avoir combattu et vaincu le Cyclope, libère les prisonniers et les ramène à bord de l’Odysseus. Mais, pour ce faire, Ulysse (aidé de Nono) a été contraint de détruire le Cyclope, ce qui a provoqué le courroux de Poséidon, son créateur. Pour se venger, celui-ci demande à Zeus, le roi des dieux de l'Olympe, de les punir. C'est alors que, dans l’Odysseus, Ulysse entend la voix de Zeus qui s'adresse à lui : « Quiconque ose défier la puissance de Zeus doit être puni. Tu erreras désormais dans un monde inconnu. Jusqu'au royaume d'Hadès, vos corps resteront inertes. »
À la suite de cette terrible malédiction, Ulysse découvre avec effroi que tous ses compagnons (ainsi que Noumaïos, le frère de Thémis) ont été plongés dans une léthargie permanente et en lévitation dans une salle de l’Odysseus. En outre, il apprend que les données informatiques du chemin de la Terre ont été effacées de la mémoire de Shyrka, l'ordinateur de bord du vaisseau.
Ulysse, Télémaque, Thémis et Nono, seuls rescapés de la malédiction de Zeus, se voient ainsi condamnés à errer à travers la dimension de l'Olympe (les dieux les ayant attirés là-bas) à la recherche d'un moyen de sauver leurs amis et de retrouver le chemin de la Terre, tout en luttant contre les stratagèmes des dieux, Zeus ayant juré leur perte.

## Fiche technique

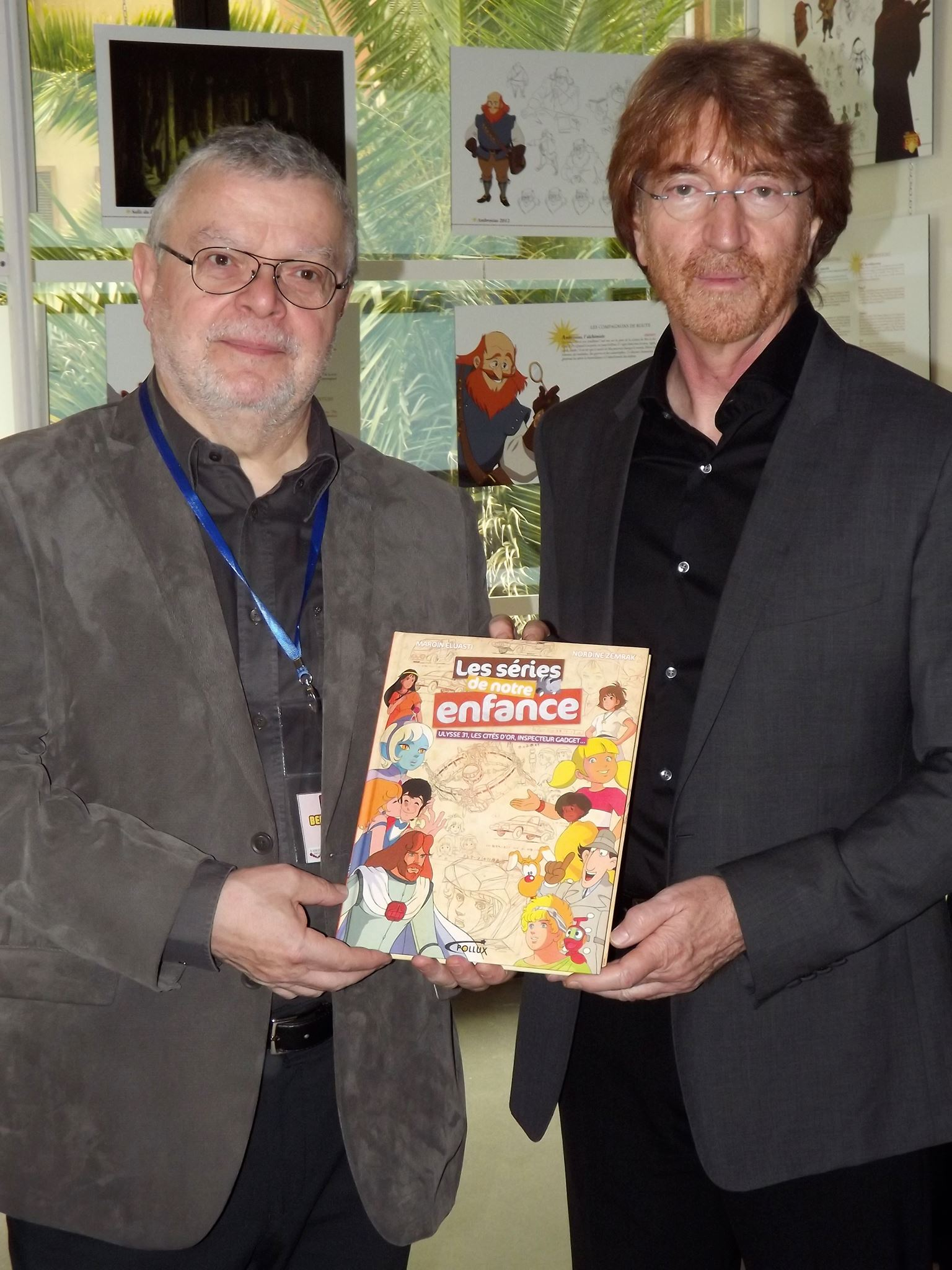
Bernard Deyriès et Jean Chalopin tenant l'ouvrage de Maroin Eluasti et Nordine Zemrak, Les séries de notre enfance : Ulysse 31, Les cités d'or, Inspecteur Gadget
(convention Cartoonist, Nice, 2013).

- Scénario, adaptation et dialogue : Nina Wolmark, Jean Chalopin
- Conseiller artistique: René Borg
- Production : Jean Chalopin (DIC) & Yukata Fujioka (TMS) en collaboration avec FR3 et RTL
- Directeurs de production : Max Saldinger, Tatsuo Ikeuchi, Thierry P. Laurin
- Assistants de production : Suzanne Remiot, Kiyoshi Ieno, Shinji Kawauchi, Zazuyuki Homma, Kohshi Sasaki, Motoyoshi Tokuna
- Recherches graphiques : François Allot, Philippe Adamov, Bernard Deyriès, Studio Nue
- Réalisation : Bernard Deyriès, Kazuo Terada, Kyosuke Mikuriya et Tadao Nagahama
- Character design : Michi Himeno et Shingo Araki
- Mecha design : Shōji Kawamori
- Musiques : Ike Egan, Denny Crockett (Osmond Studio)
- Chansons : Lionel Leroy (chant), Pascal Auriat, Haïm Saban et Shuki Levy (Composition et arrangements)
- Animation vidéo: Computer Image Corporation (Denver, USA), René Steichen (RTL production Luxembourg)
- Direction de l'animation : Shingo Araki, Junsaburo Takamata, Toyoo Ashida (TMS)
- Chefs décorateurs : Shinji Itoh, Noboru Tatsuike
- Prise de vue : Hajime Hasegawa, Tokyo Movie
- Effets sonores : Hidenori Ishida, Shinji Kobayashi
- Montage : Shuichi Kakesu, Hajime Okayasu

## Voix françaises

### Personnages principaux
- Claude Giraud : Ulysse
- Fabrice Josso (ép. 1-15, 19-21, 25, 26) / Jackie Berger (ép. 16-18, 22-24) : Télémaque
- Séverine Morisot : Thémis
- Thierry Bourdon / Gilles Laurent : Noumaïos
- Jacques Ebner / Pierre Trabaud : Nono
- Évelyne Séléna / Sylvie Moreau : Shyrka
- Jean Topart : Zeus

### Personnages secondaires
- Jean Barney : Nestor
- Amélie Morin : Atina
- René Bériard : Hératos / le médecin holographique / l'ancêtre des Lotophages
- Arlette Thomas : la sorcière
- Jean Michaud : Éole
- Louis Arbessier : Sisyphe
- Jean-Pierre Leroux : Antiphatès / Nérus
- Catherine Lafond : Éolia / Lestronia
- Raymond Loyer : le Sphinx
- Sylvie Feit : Hercrone (la fille du Sphinx)
- Serge Sauvion : le chef des pirates
- Annie Balestra : Ariane
- Jackie Berger : Triton
- William Sabatier : Nérée
- Denis Savignat : Atlas / l'oracle / Triplos
- Jean-Claude Balard : Priam / le magicien noir
- Martine Messager : Hypsie
- Jean Violette : Antinoos
- Claude Rollet : Eurymaque
- Annie Sinigalia : Calypso
- Jacques Ciron : le majordome robot d'Éole
- Yves-Marie Maurin : Orphée
- Teddy Bilis : Égée
- André Valmy : Thoas
- Pierre Hatet : Chronos

## Épisodes
À l'origine, la série est diffusée sous forme d'un feuilleton quotidien totalisant 156 épisodes de 5 minutes. Mis bout-à-bout, ces épisodes courts forment 26 histoires complètes, soit autant d'épisodes de 26 minutes ; ces épisodes longs sont diffusés selon un rythme hebdomadaire, en guise de rediffusion des 6 épisodes courts de la semaine. Seuls ces 26 épisodes de 26 minutes ont été exploités en vidéo et sont encore accessibles aujourd'hui.
L'ordre indiqué ici est celui de la première diffusion (ainsi que de la première rediffusion partielle, en décembre 1981). À partir de la seconde rediffusion de la série, en juillet 1983, les épisodes Hératos et Les Fleurs sauvages ont été permutés ; cette permutation (Hératos en 3e épisode et Les Fleurs sauvages en 2e) a été reproduite dans toutes les éditions VHS et DVD à ce jour.
| Episode | Titre                                  | Titre                | Titre                                        | Titre                        | Titre                                 |
| Episode | France                                 | Japon                | Espagne                                      | Royaume-Uni                  | Italie                                |
| 01      | Le Cyclope ou la Malédiction des dieux | シクロープ           | Cíclope o la maldición de los dioses         | Vengeance of the Gods        | Il Ciclope                            |
| 02      | Hératos                                | エラトス             | Heratos                                      | The Black Sphere             | Heratos                               |
| 03      | Les Fleurs sauvages                    | 野生の花             | Las flores salvajes                          | Flowers of Fear              | I fiori malvagi                       |
| 04      | Chronos                                | クロノス             | El dios del tiempo                           | Chronos, Father of Time      | Chronos                               |
| 05      | La Planète perdue                      | 失われた惑星         | El planeta perdido                           | The Lost Planet              | Il pianeta perduto                    |
| 06      | Éole ou le Coffret des vents cosmiques | エオール             | Eolo y el cofrecillo de los vientos cósmicos | Guardian of the Cosmic Winds | Eolo o il Cofanetto dei Venti Cosmici |
| 07      | Sisyphe ou l'Éternel Recommencement    | シジフォス           | Sísifo o el eterno recomienzo                | The Eternal Punishment       | Sisifo o l'eterno principio           |
| 08      | La Révolte des compagnons              | コンパニオンの反乱   | La insurrección de los compañeros            | Mutiny on Board              | La rivolta degli amici                |
| 09      | Le Sphynx                              | スフィンクス         | La Esfinge                                   | Secret of the Sphinx         | La sfinge                             |
| 10      | Les Lestrygons                         | レストリゴン         | Los lestrígonos                              | Temple of the Lestrigones    | I Lestrigoni                          |
| 11      | Charybde et Scylla                     | カリブデとシーラ     | Los planetas opuestos                        | Trapped Between Fire and Ice | Scilla e Cariddi                      |
| 12      | Le Fauteuil de l'oubli                 | 忘却の椅子           | El sillón del olvido                         | The Seat of Forgetfulness    | La poltrona dell'oblio                |
| 13      | Les Sirènes                            | シレーヌ             | El tesoro de las sirenas                     | Songs of Danger              | Le Sirene                             |
| 14      | Le Marais des doubles                  | ダブル惑星           | La laguna de los dobles                      | Phantoms from the Swamp      | Le paludi dei doppi                   |
| 15      | La Deuxième Arche                      | 第２の箱船           | La segunda arca                              | Before the Flood             | La seconda arca                       |
| 16      | Circé la magicienne                    | シルセ               | La maga Circe                                | The Magic Spells of Circe    | La maga Circe                         |
| 17      | Nérée ou la Vérité engloutie           | ネレー               | Nereo o la verdad tragada                    | The Hidden Truth             | Nereo o la verità nascosta            |
| 18      | Le Labyrinthe du Minotaure             | ミノタウロス         | El laberinto del Minotauro                   | Lost in the Labyrinth        | Il labirinto del Minotauro            |
| 19      | Atlas                                  | アトラス             | Atlas                                        | At the Heart of the Universe | Atlante                               |
| 20      | Le Magicien noir                       | ブラック・マジシャン | El mago negro                                | The Magician in Black        | Il mago nero                          |
| 21      | Les Révoltées de Lemnos                | レムノスの反逆者     | Las revoluciones de Lemnos                   | Rebellion on Lemnos          | La rivolta di Lemnos                  |
| 22      | La Cité de Cortex                      | 機械惑星             | La ciudad de Córtex                          | City of Cortex               | La città di Cortex                    |
| 23      | Ulysse rencontre Ulysse                | ユリス対ユリス       | Ulises encuentra a Ulises                    | Strange Meeting              | Ulisse incontra Ulisse                |
| 24      | Les Lotophages                         | ロトファージュ       | Los devoradores de Lotos                     | The Lotus Eaters             | I Lotofagi                            |
| 25      | Calypso                                | カリプソ             | Calipso                                      | Calypso                      | Calipso                               |
| 26      | Le Royaume d'Hadès                     | アデス               | El reino de Hades                            | The Kingdom of Hades         | Il regno dell'Ade                     |

## Univers

### Personnages
- Ulysse (ユリシーズ, Yurishīzu?)

Héros principal de la série, Ulysse est la transposition du personnage d'Ulysse de l'Odyssée d'Homère. L'aspect général de son visage semble cependant être largement inspiré de celui de son créateur principal, Jean Chalopin, alors âgé de 31 ans : barbe et cheveux roux, yeux bleus.
Ulysse possède deux tenues, variant selon ses activités : au sein du vaisseau, il porte habituellement un costume marron clair avec un plastron blanc et des galons couleur or ; lors de ses sorties dans l'espace, il est équipé d'une combinaison bleue, d'une cape et d'un assortiment d'équipements, et son visage est recouvert par un casque spatial en forme de tête de lion. Sa combinaison comporte également un émetteur radio rouge, fixé sur la poitrine, et est équipée d'une ceinture multi-fonction comprenant notamment un système de rétro-fusées incorporées, permettant à Ulysse de voler dans les airs pendant quelque temps. Son arme de prédilection est un pistolet laser, qui peut faire jaillir par le haut de la poignée une sorte d'épée laser semblable aux sabres laser de Star Wars ; pendant les combats, Ulysse utilise aussi un bouclier magnétique, généré à partir du gantelet gauche de son costume.
Au sein de l'équipage, Ulysse est indiscutablement le chef mais, contrairement à l'Odyssée, son titre royal n'est jamais mentionné. Comme son inspirateur antique, Ulysse est un homme habile, réfléchi et calme, rarement abattu, toujours intègre et hospitalier. Il est particulièrement doué dans les combats. En version française, le doublage de sa voix était assuré par l'acteur Claude Giraud qui contribua, avec sa voix chaude et chaleureuse, à donner beaucoup d'ampleur et de charisme au personnage. Son expression favorite est « Par la grande galaxie ! », lorsqu’il est étonné de quelque chose.
- Télémaque (テレマーク, Teremāku?)

Fils d'Ulysse, Télémaque est un enfant âgé d'une douzaine d'années aux cheveux blonds. En temps normal, il est habillé d'un pantalon jaune et d'une sorte de pull vert. Lors de ses sorties en dehors du vaisseau, il porte une combinaison bleue, similaire à celle de son père mais ornée d'un collier.
D'un naturel joyeux et ouvert, Télémaque est aussi valeureux que son père. Malgré son jeune âge, c'est un pilote de vaisseau aguerri ; on le voit fréquemment aux commandes de Dardos, le module frontal de la navette d'Ulysse. Télémaque ne combat pas souvent mais, lorsqu'il le fait, il utilise généralement un lance pierre magnétique.
- Thémis (ユミ, Yumi?) et Noumaïos (ユマイオス, Yumaiosu?)

Thémis est une jeune fille de petite taille, à la peau bleue et aux cheveux blancs, originaire (comme son frère aîné Noumaïos) de la planète Zotra. Les pupilles de ses yeux (comme celles de Noumaïos) sont jaunes et barrées d'un trait noir, à l'image de celles des chats. Elle est toujours habillée d'une combinaison de couleur rose, qui ressemble à celle de Télémaque. Elle joue parfois d'un instrument de musique, une flûte traversière électronique.
Thémis semble être immunisée contre le feu et dispose de pouvoirs psychiques développés, notamment des facultés télépathiques et télékinésiques. Comme son frère, elle porte un diadème, au sommet duquel se trouve une petite sphère rouge en suspension dans les airs (qui s'illumine lorsqu'elle utilise ses pouvoirs mentaux).
Le plus grand désir de Thémis est de libérer son frère Noumaïos de la malédiction des dieux. Comme le reste des compagnons infortunés d'Ulysse, victimes eux-aussi de la malédiction des dieux, Noumaïos demeure en effet habituellement inerte, en animation suspendue avec les autres dans une salle de l'Odysseus, sauf lorsque le vaisseau arrive à proximité d'un des satellites de sa planète natale Zotra (épisode 5 : La planète perdue), auquel cas Noumaïos « revient » à la vie et aide ses amis.
Dans la mythologie grecque, Thémis (en grec ancien Θέμις / Thémis de θέμις / thémis, « la loi divine ») est une Titanide de la justice, fille d'Ouranos (le Ciel) et de Gaïa (la Terre).
Le nom japonais de Noumaïos, Yumaiosu, est l'orthographe Katakana de la prononciation anglaise d'Eumée (Eumaeus en version anglaise), le porcher d'Ulysse qui aidera Ulysse à vaincre les prétendants dans le poème d'Homère.
- Nono (ノノ, Nono?)

Nono est le robot de compagnie de Télémaque. De petite taille et de couleur rouge, c'est le cadeau d'Ulysse à son fils pour son anniversaire. Nono est de forme humanoïde, bipède et fait environ 40 cm de haut. Il est formé de trois segments en forme de boîtes de conserve : un pour la tête, un pour le torse et le dernier pour le ventre. Ces segments sont articulés entre eux. Ses mains n'ont pas de doigts, mais ceux-ci sont regroupés en forme de moufle, pour former une pince avec le pouce. Sa tête porte deux yeux blancs et est munie d'une sorte de poignée de pompe (qui permet de recharger manuellement les batteries du robot). La tête comporte aussi une bouche et, outre le fait de lui servir à parler, elle lui sert à manger des « petits clous », une nourriture que Nono apprécie particulièrement.
Nono est capable de parler et d'éprouver des sentiments. Principal élément comique de la série, il possède aussi une force phénoménale, ce qui en fait un allié précieux pour Ulysse et ses compagnons.
- Shirka (シルカ, Shiruka?)

Shyrka est le nom de l'ordinateur de bord de l’Odysseus, une intelligence artificielle qui parle avec l'équipage en utilisant une voix féminine. Son nom proviendrait du japonais « Shiruka » (シルカ Shiruka), une version japonisée du nom de la magicienne Circé. Son interface principale est un globe métallique doté d'un écran (ponctué de couleurs scintillantes), installé dans le poste de commande du vaisseau.
Intelligence artificielle évoluée, Shyrka remplit de nombreuses fonctions importantes au sein du vaisseau : la surveillance des fonctions vitales, l'analyse de l'environnement extérieur ainsi que les calculs de trajectoire et la navigation dans l'espace. Elle obéit aux ordres d'Ulysse et de Télémaque mais peut prendre des initiatives, notamment quand elle est seule à bord ou qu’un danger menace le vaisseau.
- Les compagnons

C'est sous cette appellation (souvent prononcée par Ulysse) que sont désignés les autres membres de l'équipage de l’Odysseus. Sous le commandement de Nestor, les compagnons forment une véritable famille, qu'Ulysse s'efforce coûte que coûte de délivrer de leur malédiction et de ramener sur Terre.
Avant d'être plongés en animation suspendue à la suite de la malédiction des dieux, les compagnons participaient au bon fonctionnement du vaisseau, en particulier Nestor et Euryclée, vraisemblablement les seconds et les plus proches collaborateurs d'Ulysse (Nestor a dirigé le reste de l'équipage lors de la libération des enfants prisonniers du Cyclope). Pour le reste, on ne connaît pas grand chose des autres membres, qui ne jouent aucun rôle pendant la quasi-totalité de la série. Lors de certains épisodes (La révolte des compagnons, Circé la magicienne, Le magicien noir) la malédiction des dieux est brièvement levée ; les compagnons peuvent alors bouger librement.
- Les robots

L’Odysseus est aussi peuplé de nombreux robots, de diverses formes et tailles. Ceux-ci réalisent les diverses tâches de maintenance, répétitives ou périlleuses, au sein du vaisseau (nettoyeurs, réparateurs, pompiers, etc.).
Ensembles, les robots forment un groupe de défense efficace contre les intrus. Ils obéissent à Ulysse et Télémaque, ainsi qu'à Shyrka ; celle-ci, lors de l'épisode La cité de Cortex (où elle était possédée par les dieux), se servira des robots du vaisseau pour attaquer Ulysse.

### Vaisseaux spatiaux

#### L’Odysseus
Ulysse et les enfants voyagent à bord de l’Odysseus, le vaisseau spatial d'Ulysse de la taille d'une petite ville, suffisamment grand et équipé pour reproduire les conditions terrestres.
Le mot Odysseus vient directement du nom d'Ulysse en grec ancien : Ὀδυσσεύς (Odusseus). L'Odysseus renvoie donc directement au personnage d'Ulysse, devenant ainsi, avec la voix de Shyrka, un personnage à part entière.
L’Odysseus a la forme d'un cercle relié à une partie centrale qui ressemble à un œil (qui peut s’ouvrir ou se refermer) (c'est également le logo de la chaîne commanditaire, FR3), cette partie contenant les fonctions essentielles liées à la puissance du vaisseau. Plus son œil est ouvert et plus sa puissance se déploie. Il est d'ailleurs fait mention plusieurs fois dans plusieurs épisodes de la série de l'iris qui se trouve dans la partie centrale du vaisseau, comme l'iris l'est anatomiquement pour l'œil. Le vaisseau peut déployer une sorte de champ de force pour se protéger des attaques extérieures, et possède un système de réparation automatisé, pouvant par ailleurs se servir des robots de manutention qui peuplent le vaisseau (robots nettoyeurs, pompiers, etc.)
Durant leurs aventures, Ulysse et ses compagnons utilisent également d'autres vaisseaux, qui sont contenus dans l'Odysseus :
- la navette spatiale d'Ulysse, utilisée pour l'exploration mais aussi pour les combats, qui a la particularité de pouvoir se séparer en trois vaisseaux indépendants :
  - le Dardos, formant la pointe de la navette, utilisé principalement pour le combat aérien ;
  - l’Orbos, formant la partie centrale de la navette, équipé d'un canon permettant de tirer sur 360° et de quatre roues motrices pour explorer les planètes ;
  - le Virès, formant la partie terminale de la navette, équipé de chenilles pour l'exploration ;
- l’Élios, engin d'exploration pouvant contenir jusqu'à quatre passagers ;
- le Périscaphe, un module servant à l'exploration sous-marine.

#### Autres vaisseaux
Côté adverse, les vaisseaux Tridents (rappelant ainsi l'arme du dieu Poséidon qui possédait le Cyclope qu'Ulysse a détruit) pilotés par des hommes-requins sont les ennemis récurrents de la série. Les autres vaisseaux sont divers et variés, utilisés par certains personnages ou épaves abandonnées dans l'espace ou sur des planètes.

## Production

### Genèse de la série
Coproduite par les studios DIC et Tokyo Movie Shinsha, cette série transpose au XXXIe siècle (d'où le 31 présent dans le titre) l'histoire de l’Odyssée ainsi que d'autres épisodes de la mythologie grecque. Le design général, en particulier celui du vaisseau d'Ulysse, l’Odysseus, allie le logo de la chaîne commanditaire, FR3 (devenu France 3 en 1992), au design futuriste de 2001, l'Odyssée de l'espace de Stanley Kubrick. C'est Shōji Kawamori, célèbre designer de mecha qui s'en est chargé.
Philippe Bouchet, plus connu sous le pseudonyme de Manchu, a également travaillé sur le vaisseau ainsi que la conception graphique de manière générale. Non crédité, il travaillait au sein du studio DIC,,.

### Développement
La série Ulysse 31 s'inscrit dans le cadre d'une déferlante de séries animées post-Star Wars, telles que Capitaine Flam, Albator, Cobra, ou encore Il était une fois... l'Espace. Elles placent toutes leurs héros dans un cadre de space opera, témoignant ainsi d'une certaine fascination de l'époque (de la fin des années 1970 au milieu des années 1980) pour l'espace et la conquête spatiale.
La série constitue aussi une première aussi bien en France, par son succès d'audience, qu'au Japon car c'est une nouveauté en matière de partenariat. Elle permet à des créatifs et scénaristes français de travailler avec une main-d'œuvre japonaise de qualité et, réciproquement, à des animateurs et scénaristes japonais de s'investir dans le processus créatif. Le délai de réalisation d'un épisode, de deux semaines au lieu d'une habituellement, a donné lieu à une animation particulièrement fouillée et fluide. À l'époque, le standard japonais descend en effet fréquemment à six images par seconde, alors que pour Ulysse 31 l'animation est la plupart du temps de douze images par seconde. En outre, l'étendue de la palette de couleurs et le souci du détail de la série sont une nouveauté pour un programme destiné à la télévision.

### Effets spéciaux
L'utilisation d'images de synthèse dans le générique et dans certains épisodes de la série, est également une première. Mais les capacités informatiques de l'époque restent limitées et ne permettent pas, par exemple, d'animer l'Odysseus autrement que par un rendu en fil de fer. C'est pourquoi le vaisseau est finalement animé de manière traditionnelle.

### Épisode pilote
En 1980, un épisode pilote est mis en chantier. Réalisé par René Borg et Shigetsugu Yoshida, il suit la même trame que le futur premier épisode, mais une fois terminé, il ne donne pas satisfaction et ne sera jamais diffusé. En 2007, un internaute japonais la met en ligne, sur le site de partage vidéo Stage6. De mauvaise qualité, la vidéo permet toutefois de noter les différences avec la série : l'animation est moins fluide, le character design est plus typiquement japonais et l’Odysseus a une apparence totalement différente (il s'agit d'un gigantesque anneau, partiellement animé en images de synthèse). Toutefois, certains éléments sont déjà bien présents tels que l'intrigue et les personnages principaux.
Par la suite, Shingo Araki est recruté pour remettre à plat le character design, tandis que Shōji Kawamori et le Studio Nue revoient le mecha design. Le personnage d'Ulysse est particulièrement retouché. Seul l'aspect graphique des Zotriens et de Nono restent presque identiques à la première version.

### Bande originale

#### Auteurs originaux et réenregistrement
La majorité de la bande originale fut composée par Denny Crockett et Ike Egan. Quelques thèmes additionnels furent composés par Shuki Levy et Haim Saban, qui ont également signé les chansons des génériques pour la diffusion française.
Les chansons et les musiques d'accompagnement (BGM) ont fait l'objet de nombreuses éditions et rééditions. Au milieu des années 2000, le groupe français Parallax entreprend le réenregistrement de ces musiques et annonce la parution d'un CD, initialement prévu pour fin 2012 et plusieurs fois repoussé.
De leur côté, contrairement aux annonces de perte définitive, les bobines originales sont finalement retrouvées en totalité et un double CD contenant, pour la première fois, l'intégralité de la bande originale restaurée sort début juillet 2016. À peine deux mois plus tard, c'est au tour de la version de Parallax, tout juste finalisée fin août 2016, de paraître également en double-CD.

#### Génériques
Il existe trois génériques français. En France, pour les deux premières diffusions, en 1981-1982 puis en 1982-1983, il y avait deux génériques (l'un au début, l'autre à la fin) et tous deux étaient chantés par Lionel Leroy, grand habitué des génériques pour la télévision au cours de la première moitié des années 1980. En revanche, il n'y avait qu'un seul générique pour la troisième diffusion en 1983-1984, intitulé Ulysse revient.
Détails :
- Ulysse (1er générique de début, 1981) interprété par Lionel Leroy ;
- Ulysse 31 (1er générique de fin, 1981) interprété par Lionel Leroy ;
- Ulysse revient (2e générique, 1983) interprété par Jacques Cardona du groupe Apollo.

Pour les diffusions hors de France, les génériques anglais, espagnols, italiens et allemands reprenaient tous la mélodie et les arrangements du premier générique de début français, Ulysse, dans leurs langues respectives ; chaque pays ajoutait une voix locale sur une version instrumentale du 45 Tours original français.
Seuls les génériques japonais étaient différents, interprétés par le groupe Neverland, et sortirent sur un même single le 21 avril 1986 : 
- Ginga Densetsu Odyssey en ouverture
- Ai. Toki no Kanata ni en fermeture

#### Principales éditions
Un premier 33 tours, paru en 1981 sous le label Saban Records, contenait les deux génériques originaux et quelques chansons supplémentaires, mais aucune des musiques de fond.
En 1983, un second 33 tours présente le nouveau générique Ulysse revient, de nouvelles chansons originales et une sélection de six instrumentaux, tous signés Haïm Saban et Shuki Levy :
- Pot pourri
- La gloire finale
- Trafic dans l'espace
- Ulysse rencontre Ulysse
- Sirène
- Changement de temps

En 2001, le label Loga-Rythme commercialise le premier CD consacré à la bande originale d'Ulysse 31. Les bandes master étant considérées comme perdues, les musiques ont été reconstituées à partir de la bande sonore des épisodes ; elles sont donc en mono, avec des restes de bruitages et une qualité sonore globalement médiocre. Cette édition se serait vendue à 10 000 exemplaires.
En 2013, une nouvelle édition, pressée en 1 000 exemplaires sous label Expert Music, propose pour la première fois les musiques de Denny Crockett et Ike Egan en stéréo, avec de nombreux inédits. En revanche, les musiques de Haïm Saban et Shuki Levy ainsi que les génériques sont absents.
En 2016, pour le 35e anniversaire de la série, une nouvelle édition 2 CD, toujours sous label Expert Music, propose l'intégralité des musiques composées par Denny Crockett et Ike Egan avec de nombreux inédits supplémentaires, ainsi que les musiques de Haïm Saban et Shuki Levy et les génériques français et US.
En 2021, à l'occasion du 40e anniversaire de la série, un double CD au format digipack est édité par le label Radmus Publishing en édition limitée à 500 exemplaires. Ce nouvel album présente l'ensemble des pistes de la précédente édition dans l'ordre des sessions d'enregistrement effectuées par les compositeurs, auxquelles s'ajoutent des musiques non utilisées et trois compositions de Seiji Suzuki, ainsi qu'une sélection de bruitages créés par Hidenori Ishida et Shinji Kobayashi,.
Une édition réorchestré autorisée signée Parallax (David Colin) est également disponible depuis 2016 sous la forme d'un double cd et d'une édition limitée 2 CD + 2 disques 33 tours dans un coffret collector.

## Autour de la série
- Dans l'épisode 11 de la série, « Charybde et Scylla », le personnage de Nono se demande à voix haute : « Mais où sont les glaces galactiques d'antan ? » ; c'est une transposition spatiale du célèbre vers de François Villon : « Mais où sont les neiges d'antan ? »
- L'épisode 20 de la série, « Le Magicien noir », est librement inspiré du film fantastique Les Chasses du comte Zaroff (1932)[12].
- Le 21 juillet 2015, Hervé de La Haye poste sur son blog des extraits en français du doublage d'époque du pilote de 1980 qui devait être présenté au MIPTV. Il en fait une première description et révèle que le comédien Philippe Ogouz prête sa voix à Ulysse (il était déjà la voix du héros de la série Capitaine Flam)[13].

## Éditions en vidéo
En 1999, la série est pour la première fois commercialisée en France en intégralité, au format VHS.
À partir de 2004, elle connait plusieurs éditions sur DVD :
- 2004 : édition 5 DVD, à l'unité et en coffret. Contient de nombreux défauts de numérisation, dont une minorité sont corrigés lors de l'édition en coffret[14].
- 2005 : édition « Premium », 2x3 DVD. Elle résout une grande partie des problèmes de la première édition DVD[14]. Néanmoins, un certain nombre de défauts subsistent : le prologue est maintenu avant le premier épisode, ce qui est une erreur[15] ; l'étalonnage n'est pas harmonisé d'un épisode à l'autre, ce qui entraîne de fortes disparités de contraste et de couleurs[15] ; l'image est fortement zoomée[15] ; enfin les génériques restent de qualité médiocre[15].
- 2011 : édition 2x4 DVD. C'est l'équivalent de l'édition Premium, sans les bonus ni le livret[14].

## Produit dérivé
En 1981, un collecteur d'images Panini de 24 pages, comportant 180 images, est réalisé par DIC-TMS.

## Dans la culture populaire
- Dans la chanson RaelSan du rappeur Orelsan, une référence est faite à Ulysse 31 à 31 secondes, avec les paroles « Musique rétro-futuriste, la bande originale des aventures d'Ulysse ». Dans le clip de la chanson, au moment où ce texte est dit, on voit Orelsan avec un costume inspiré d'Ulysse 31.
- Dans la chanson Se-vrak du rappeur Kaaris, une référence est faite à Ulysse 31 : « Je veux partir pour ne plus voir la nature humaine, je m'arrache comme Ulysse 31. »
- Pour son titre The Meltdown (1993), Lunatic Asylum a remixé la musique "Récits et légendes" de la série, que l’on entend par exemple dans l’épisode « Le Fauteuil de l’Oubli ».
- Dans son album Disizilla, le rappeur Disiz interprète la chanson Ulysse en référence à la série[16].